# Боліваріанські ігри 1938
I Боліваріанські ігри (ісп. Juegos Bolivarianos) — мультиспортивні змагання, що проходили з 6 по 22 серпня 1938 року в Боготі, Колумбія, на стадіоні Ель Кампін до 400-річчя міста. Ігри були організовані Боліварською спортивною організацією (ODEBO).
Ігри офіційно відкрив президент Колумбії Альфонсо Лопес Пумарехо в супроводі Альберто Наріньо Чейне з Олімпійського комітету Колумбії, полковника Леопольдо П'єдрахіта з місцевого організаційного комітету та Густаво Сантоса, мера міста Богота.
Детальна історія ранніх видань Боліварських ігор між 1938 і 1989 роками була опублікована в книзі, написаній (іспанською) Хосе Гамарра Соррілья, колишнім президентом Олімпійського комітету Болівії та першим президентом (1976—1982) Південноамериканської спортивної організації (ODESUR). Володарі золотих медалей з Еквадору були опубліковані Олімпійського комітету Еквадору.
Офіційні плакати до Ігор розробив колумбійський художник Серхіо Трухільо Магненат.

## Історичні фото

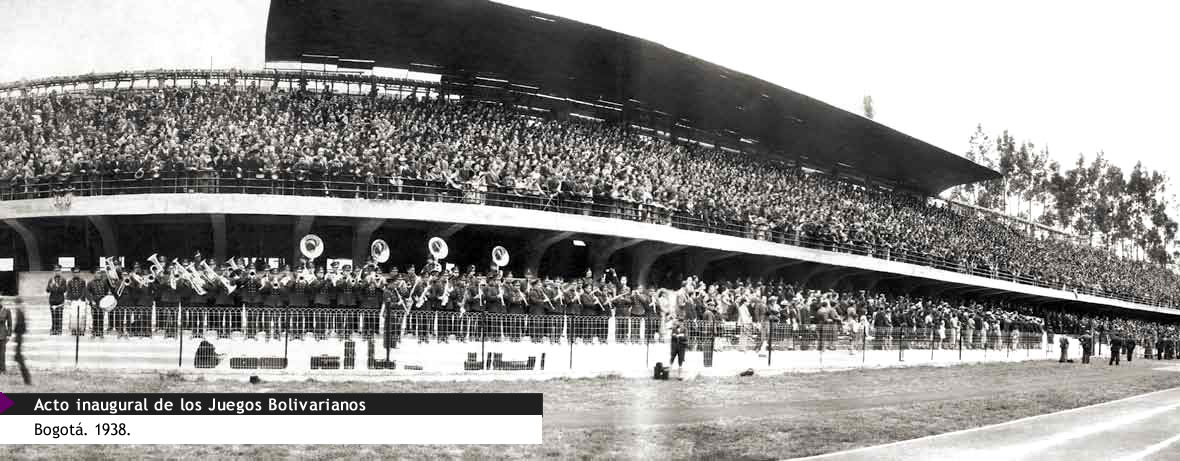
Історичне фото акту відкриття Боліварських ігор 1938 року в Боготі, Колумбія.

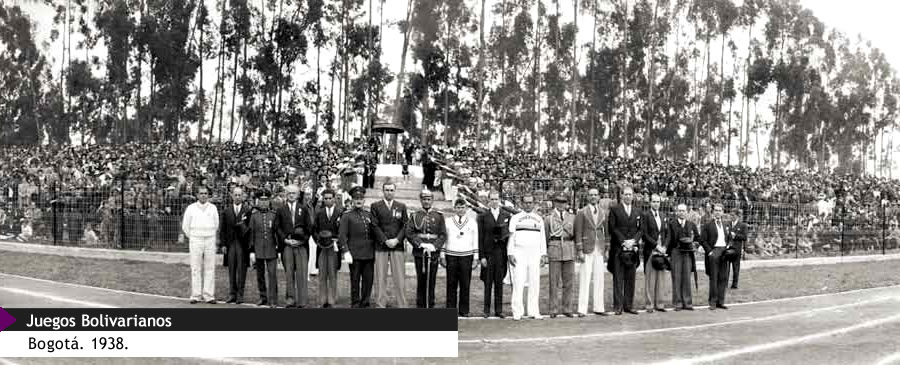
Історичне фото з Боліварських ігор 1938 року в Боготі, Колумбія.

## Учасники
Загалом стало відомо про участь в Іграх 716 спортсменів з 6 країн:
- Болівія (70)
- Колумбія (250)
- Еквадор (110)
- Панама (74)
- Перу (112)
- Венесуела (100)

## Змагання на іграх
Відомо про змагання з наступних видів спорту на Іграх:
- Водні види спорту
  -  Стрибки у воду (докладніше)
  -  Плавання (докладніше)
  -  Водне поло (докладніше)
- Легка атлетика (докладніше)
- Бейсбол (докладніше)
- Баскетбол (докладніше)
- Бокс (докладніше)
- Шахи (докладніше)
- Велоспорт (докладніше)
- Верхова їзда (докладніше)
- Фехтування (докладніше)
- Футбол (докладніше)
- Гольф (докладніше)
- Пелота (докладніше)*
- Стрільба (докладніше)
- Теніс (докладніше)
- Волейбол (докладніше)
- Важка атлетика (докладніше)
- Боротьба (докладніше)

*Демонстраційне змагання.
Список може бути неповним.

## Кількість медалей
Кількість медалей на цих Іграх наведено в таблиці нижче. Ця таблиця відсортована за кількістю золотих медалей, зароблених кожною країною. Далі враховується кількість срібних медалей, а потім кількість бронзових медалей.
| Медалі Боліварських ігор 1938 року | Медалі Боліварських ігор 1938 року | Медалі Боліварських ігор 1938 року | Медалі Боліварських ігор 1938 року | Медалі Боліварських ігор 1938 року | Медалі Боліварських ігор 1938 року |
| ---------------------------------- | ---------------------------------- | ---------------------------------- | ---------------------------------- | ---------------------------------- | ---------------------------------- |
| Rank                               | Країна                             | Золото                             | Срібло                             | Бронза                             | Всього                             |
| 1                                  | Перу                               | 26                                 | 22                                 | 17                                 | 65                                 |
| 2                                  | Еквадор                            | 23                                 | 20                                 | 15                                 | 58                                 |
| 3                                  | Колумбія                           | 19                                 | 26                                 | 21                                 | 66                                 |
| 4                                  | Венесуела                          | 10                                 | 7                                  | 4                                  | 21                                 |
| 5                                  | Панама                             | 3                                  | 7                                  | 3                                  | 13                                 |
| 6                                  | Болівія                            | 3                                  | 1                                  | 6                                  | 10                                 |
| Всього                             | Всього                             | 84                                 | 83                                 | 66                                 | 233                                |